# Desa Kambingan (administrativ by i Indonesien, lat -7,21, long 112,55)
Desa Kambingan är en administrativ by i Indonesien.   Den ligger i provinsen Jawa Timur, i den västra delen av landet, 600 km öster om huvudstaden Jakarta.